# Araouane
Koordinaten: 18° 54′ N, 3° 32′ W
Araouane ist ein Ort in Mali, etwa 260 km nördlich von Timbuktu, Teil der Gemeinde Salam im Kreis Timbuktu.
Araouane hatte zu Zeiten der überwiegenden Nutzung des Kamels für Transportzwecke durch die Sahara eine große Bedeutung, da der Ort durch seine Tiefbrunnen im Bereich des Wadi Oued Tamandourirt den Karawanen als Station an dem Salzkarawanenweg diente. Zu seinen Blütezeiten standen hier 1.200 Häuser, heute sind hiervon noch 27 verblieben. Die anderen Häuser sind zwischenzeitlich vom Saharasand bedeckt. Die Bewohner der verbliebenen Häuser leben überwiegend im Umfeld der wenigen noch erhaltenen Brunnen, die jedoch durch das auf 60 m gesunkene Grundwasserniveau immer weniger ergiebig sind.
Araouane ist von der Touristik als Zwischenstation auf Fahrten in den Norden Malis in verschiedene Karawanen- oder Geländewagentouren einbezogen.